# رمی آلن
رمی آلن (انگلیسی: Remi Allen؛ زادهٔ ۱۵ اکتبر ۱۹۹۰) بازیکن فوتبال اهل بریتانیا است.
از باشگاه‌هایی که در آن بازی کرده‌است می‌توان به باشگاه فوتبال لستر سیتی اشاره کرد.
وی همچنین در تیم‌های ملی فوتبال England women's national under-19 football team و England women's national under-23 football team بازی کرده‌است.